# Jetro Willems
Jetro Willems (Rotterdam, 1994. március 30. –) holland válogatott labdarúgó, a Newcastle United játékosa kölcsönben az Eintracht Frankfurttól. Általában a védelem bal oldalán szokott szerepelni

## Klubcsapatokban
Labdarúgó karrierjét a Sparta Rotterdamban kezdte. A 2010–11-es idényben 16 mérkőzésen lépett pályára a Sparta színeiben.
Itt mindössze egy szezont töltött és 2011-ben a PSV szerződtette. Első eindhoveni idényében 20 bajnokin és 6 Európa-liga mérkőzésen szerepelt.

### Válogatottban
Utánpótlásszinten szerepelt az U17-es és az U19-es holland válogatottban is. Tagja volt a 2011-es U17-es labdarúgó-Európa-bajnokságon aranyérmet szerző válogatottnak.
Az Európa-bajnoki keretszűkítést követően Bert van Marwijk nevezte őt a 2012-es Eb-re készülő 23 fős keretébe. Ő lett az Eb történetének legfiatalabb játékosa. Ezt a rekordját Jude Bellingham megdöntötte a 2020-as labdarúgó-Európa-bajnokságon.

## Sikerei, díjai

### Klubszinten
- Eredivisie: 2014-15
- KNVB Cup: 2011-12
- Johan Cruijff Shield: 2012

### Válogatott
Hollandia U17
- U17-es labdarúgó-Európa-bajnokság: 2011